# Marco Aurélio Meu Amigo
Marco Aurélio de Medeiros Lima (Recife, 3 de outubro de 1964) é um político brasileiro filiado ao Partido Socialista Brasileiro (PSB). Foi deputado estadual de Pernambuco.

## Biografia
Marco Aurélio de Medeiros Lima, conhecido como "Marco Aurélio Meu Amigo" é formado em Direito e pós-graduado em Ciência Política pela Universidade Católica de Pernambuco. Marco Aurélio atuou como advogado e juiz classista .
Pelo Partido Trabalhista Cristão (PTC), Marco Aurélio foi eleito vereador do Recife pela primeira vez em 2012, com 5.999 votos. Já em 2016, Marco Aurélio foi reeleito vereador do Recife com 7.664 votos pelo PRTB. Entre 2017 e 2018 Marco Aurélio ocupou o cargo de primeiro secretário na câmara do Recife.

Em 2018, se candidatou a Deputado Estadual pelo mesmo partido e foi eleito com 26.783 votos (0,59% dos válidos).